# Famille Giustiniani
 (juillet 2024).
Si vous disposez d'ouvrages ou d'articles de référence ou si vous connaissez des sites web de qualité traitant du thème abordé ici, merci de compléter l'article en donnant les références utiles à sa vérifiabilité et en les liant à la section « Notes et références ».
La famille Giustiniani est une importante famille italienne originaire de Venise installée ensuite à Gênes et à diverses époques, ils avaient des représentants à Naples, aux îles Canaries, en Corse et dans les îles Égéennes, où ils avaient été les derniers dirigeants génois de l'île de Chios, qui avait été une possession familiale (maona de Chios) pendant deux siècles jusqu'en 1566. La famille prétendait descendre de l'empereur Justinien Ier.

## Personnalités

### Lignée vénitienne

Arme des Giustiniani de Venise

- Lorenzo Giustiniani (1380-1456), Laurentius Justinianus dans le calendrier des saints de l'Église catholique, entra très jeune dans la Congrégation de Saint-Georges d'Alga et devint, en 1433, Supérieur de cet ordre. À peu près au même moment, il était fait évêque de Venise par le pape Eugène IV. Son épiscopat fut marqué par une activité considérable pour la promotion et la réforme de l'Église.  Lorsque Nicolas V déplaça le patriarcat de Grado à Venise, saint Laurent Giustiniani fut élevé à ce rang qu’il occupa pendant quinze ans. Il mourut le 8 janvier 1465. Il fut canonisé par Alexandre VIII. Le jour de sa fête a été fixé par Innocent XII le 5 septembre, le jour anniversaire de son accession à l’épiscopat. Ses œuvres, totalement exemptes de qualités littéraires, sont constituées de sermons, de lettres et de traités d’ascèse et ont été souvent rééditées. La meilleure édition est celle du bénédictin P.N.A. Giustiniani en 2 volumes faite à Venise en 1751. Sa biographie a été écrite par Bernard Giustiniani, par Scipione Maffei et également par les Bollandistes.
- Leonardo Giustiniani (1388-1446), frère du précédent, a été pendant quelques années sénateur à Venise et en 1443 il tint la charge de procurateur de Saint-Marc. Il traduisit en italien les Vies de Cinna et Lucullus de Plutarque. Il fut l’auteur de quelques poésies, des strambotti et canzonettias ainsi que d'ouvrages rhétoriques en prose. Certaines des chansons populaires qu’il a mises en musique sont connues sous le nom de Giustiniani.
- Bernardo Giustiniani (1408-1489), fils de Leonardo, a été un élève de Guarino da Verona et de  Georges de Trébizonde, et fut sénateur de Venise très jeune. Il remplit plusieurs missions diplomatiques importantes à la fois en France, auprès de Louis XI et à Rome, auprès de Pie II, Paul II et Sixte IV. En 1485, il fit partie du Conseil des Dix. Ses discours et ses lettres furent publiés en 1492. Mais, sans aucun doute, l’ouvrage qui lui fit connaître la gloire, est son histoire de Venise, De origine urbis Venetiarum rebusque ab ipsa gestis historia (1492), traduite en italien par Domenichi en 1545. À l’époque, c’était assurément le meilleur ouvrage qui traitait de ce sujet. On le trouve dans le vol. 1 de Graevius.
- Euphémie Giustiniani (1408-1487) : Abbesse bénédictine de Santa Croce della Giudecca, nièce de Lorenzo Giustiniani béatifiée.
- Paul Giustiniani (1476-1528), réformateur de l'ordre des Camaldules, reconnu comme bienheureux au sein de son ordre.
- Pietro Giustiniani, également sénateur, vécut au XVIe siècle et écrivit une Historia rerum Venetarum faisant suite à celle de Bernardo. Il est aussi l’auteur des chroniques De gestis Petri Mocenigi et De bello Venetorum cum Carolo VIII. Cette dernière œuvre a fait l’objet d’une réimpression dans le Script. rer. Ital. vol. xxi.

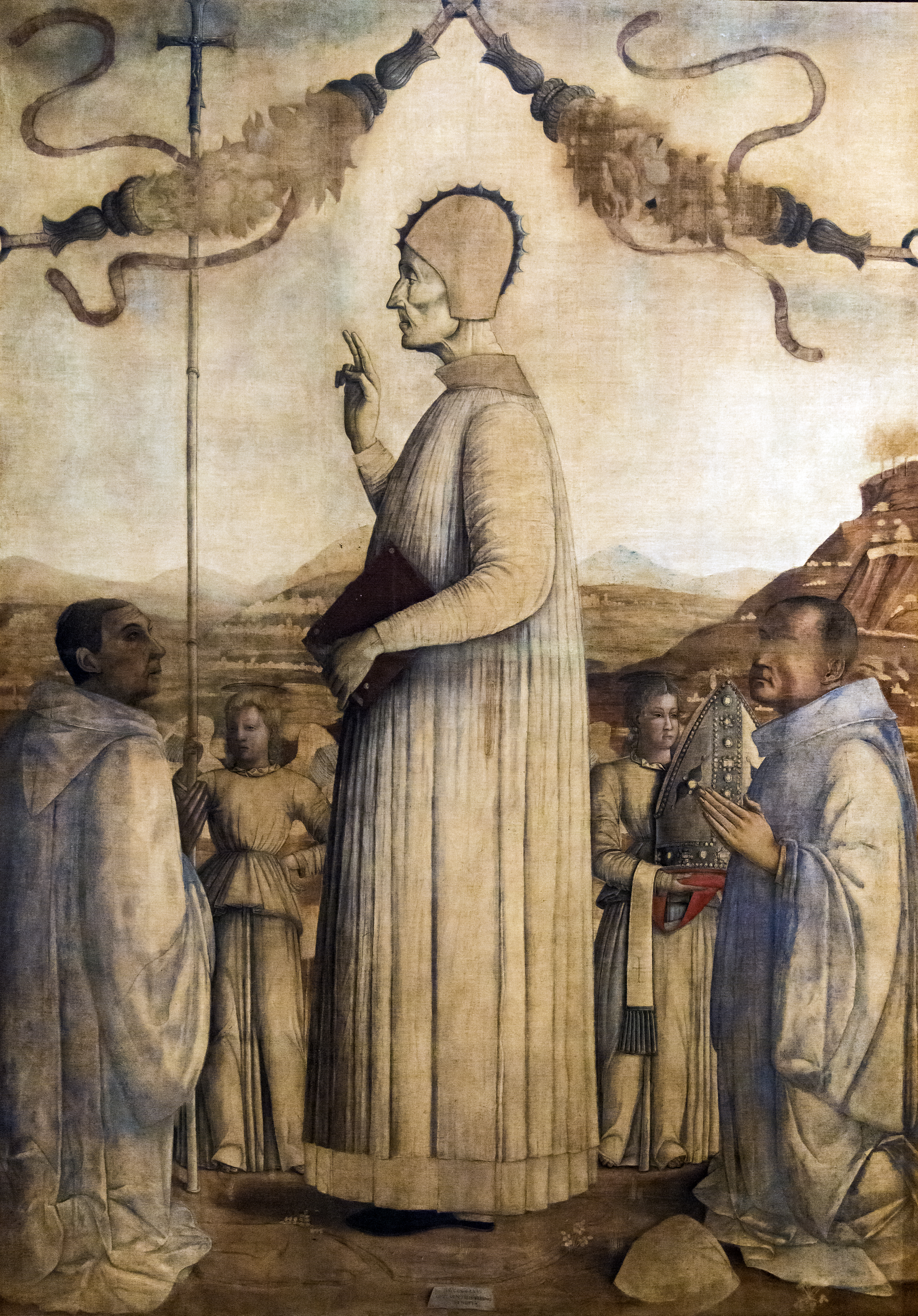
Saint Lorenzo Giustiniani  par Gentile Bellini
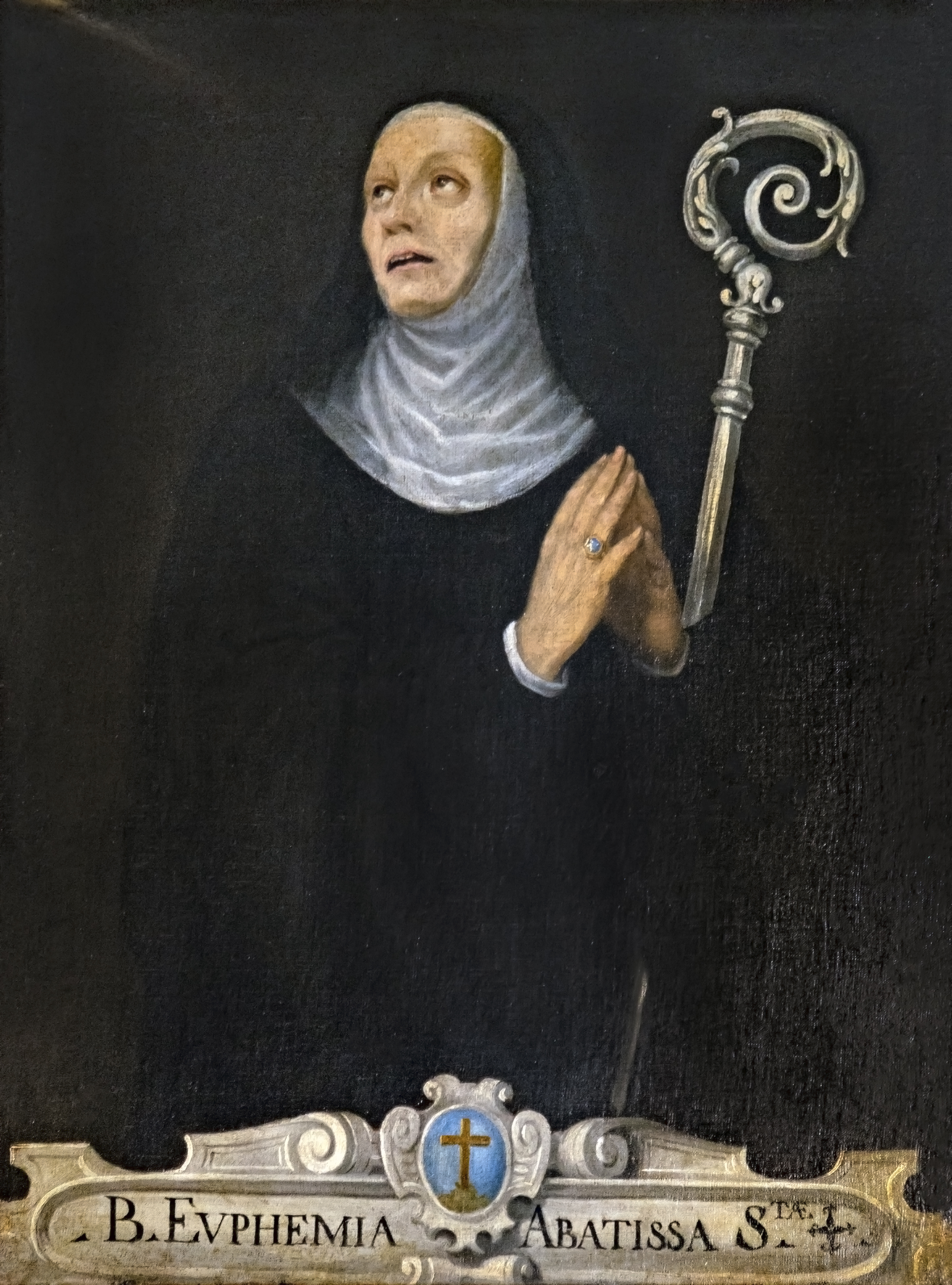
La bienheureuse Euphémie Giustiniani Madonna dell'Orto

### Branche génoise

Armoiries familiales avant 1413

Armoiries à partir de 1413

- Giovanni Giustiniani, né en 1418 à Gênes et mort le 1er juin 1453  à Chios où il s'était réfugié à cause d'une blessure reçue lors du siège de Constantinople dont il ne voulait plus assurer la défense aux côtés de l'empereur byzantin Constantin XI, est un capitaine génois, podestat de la colonie génoise de Caffa et protostrator de l’Empire romain d’Orient. Quand Mehmet II apprit l'existence de ce brave général génois, il a essayé de le corrompre mais Giustiniani répondit par un non catégorique, car il n'était pas homme à revenir sur sa parole et avait juré allégeance à Constantin XI Paléologue. Lorsque le Sultan Mehmet II apprend sa mort, il souhaita que les funérailles soient célébrées à Constantinople, où le Génois est considéré par le sultan comme un homme héroïque aux multiples qualités. Il alla jusqu'à affirmer qu'à lui seul il valait plus que toute la défense byzantine réunie.
- Paolo Giustiniani, de Moneglia (1444-1502), ce dominicain fut, très jeune, prieur du couvent dominicain de Gênes. Il excella dans les sermons et ses talents ont été reconnus par les papes successifs qui le firent : maître du sacré palais (en 1489 et 1494, sous Innocent VIII) ; inquisiteur général de toutes les possessions génoises, commissaire apostolique contre les hérétiques ; enfin, évêque de Chios et légat en Hongrie. Il fut l’auteur de nombreux commentaires de la Bible, perdus aujourd’hui, dont on dit qu’ils étaient d’une grande érudition.
- Agostino Giustiniani (1470-1536) est né à Gênes et passa quelques années à Valence. Il rejoint en 1487 l’ordre des Dominicains et s’adonne intensément à l’étude du grec, de l’hébreu, du chaldéen et de l’arabe. En 1514, il commence à travailler sur une Bible polyglotte (en plusieurs langues). En tant qu’évêque du Nebbio en Corse, il prend part aux premiers travaux du Concile du Latran (1516-1517). Il quitte son diocèse et, finalement, rejoint la France où il devient un protégé de François Ier et occupe une chaire d’hébreu et d’arabe à l’Université de Paris. Après cinq années d’absence, au cours desquelles il visite l’Angleterre et les Pays-Bas et fait connaissance d’Érasme et de Thomas More, il retourne à Nebbio vers 1522 et y reste, d’une manière quasi continue, jusqu’en 1536. Lors d’un voyage vers Gênes, il périt en mer pendant une tempête. Il avait une très belle bibliothèque qu’il a léguée à la république de Gênes. De son projet de Bible polyglotte, seuls les Psaumes furent publiés (Psalterium Hebraeum, Graecum, Arabicum, et Chaldaicum, Gênes, 1516). À côté du texte hébreu, de la traduction de la Septante, des commentaires en araméen et d’une version en arabe, on y trouve la traduction de la Vulgate, une nouvelle traduction latine de l’auteur, une traduction latine depuis l’araméen et un ensemble de commentaires. Giustiniani imprima deux mille exemplaires à son compte personnel, y compris cinquante en vélin pour les souverains d’Europe ou d’Asie. Le résultat de la vente de son ouvrage ne l’encouragea pas à faire de même pour le Nouveau Testament qu’il avait également préparé pour l’édition. En plus d’une édition du Livre de Job contenant le texte original, la Vulgate et une nouvelle traduction, il publia une version latine de Nevochim of Maimonides de More (Director dubitantium aut perplexorum, 1520) et édita également en latin l’Aureus libellus d’Aeneas Platonicus et le Timaeus de Chalcidius. Ses annales de Gênes (Castigatissimi Annali di Genova) furent publiées après sa mort en 1537.

### Autres personnalités

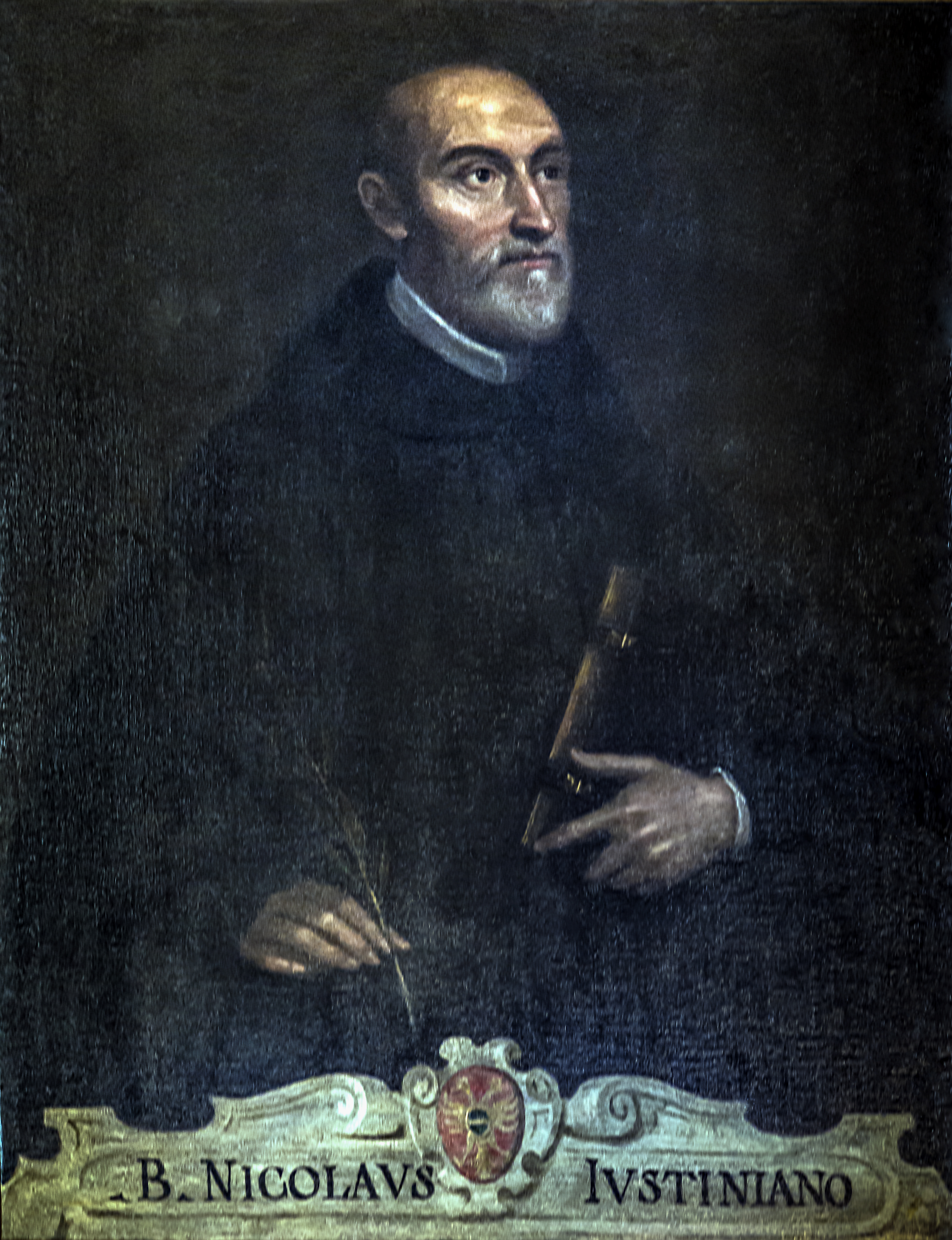
Le Bienheureux Nicolò Giustinian - Madonna dell'Orto

Girolamo Ascanio Giustinian par Piero Longhi

- Nicolò Giustiniani, moine à San Nicolò al Lido, aurait été le protagoniste d'une histoire particulière, selon une tradition considérée comme douteuse par Samuele Romanin[5]: En 1171, tous les mâles de la famille seraient morts pendant la guerre contre l'empereur byzantin Manuel Ier Comnène. Cela aurait conduit le pape Alexandre III à lever son vœu de chasteté en lui permettant ainsi de se marier avec la fille du doge Vital II Michele, Anna, afin d'éviter l'extinction de la famille. Le couple aurait eu de nombreux enfants. Plus tard, Nicolas serait retourné au monastère, tandis qu'Anna aurait pris le voile pour entrer au couvent Sant'Ariano de Costanziaco. On ne connaît cependant pas de fille du doge Vitale Michiel portant ce prénom[6].

Les membres suivants sont également importants :
- Orso Giustiniani, amiral vénitien en 1463.
- Pompeio Giustiniani (1569-1616), originaire de Corse, servit sous les ordres d'Alexandre Farnèse et du marquis de Spinola aux Pays-Bas où il perdit un bras. À cause de sa prothèse, il est connu sous le nom de Bras de Fer. Il défendit la Crète contre les Turcs. Il fut tué dans une expédition dans le Frioul. Il laissa une version personnelle en italien de la guerre des Flandres qui a été ensuite publiée dans une traduction latine (Bellum Belgicum, Anvers, 1609) réalisée par Gamburini.
- Giovanni Giustiniani (1513-1556), né à Héraklion, traducteur d’Andria et Eunuchus de Térence, In Verrem de Cicéron et d'une partie (chapitre VIII) de L'Énéide de Virgile.
- Ange Justiniani (1520-1596), évêque de Genève de 1568 à 1579 et participe au concile de Trente[7] ;
- Vincenzo Giustiniani, né à Scio en 1519, mort en 1582, qui fut général des dominicains en 1558 et participa au concile de Trente ;
- Orsatto Giustiniani (1538-1603), sénateur vénitien, traducteur d' Œdipe roi de Sophocle et auteur d’un ensemble de Rime à la manière de Pétrarque. Il est considéré comme un des derniers représentants de l’école classique italienne ;
- Geronimo Giustiniani, ce Génois, qui vécut dans la dernière moitié du XVIe siècle, traduisit l’Alceste d’Euripide et trois des pièces de Sophocle et écrivit deux tragédies Jephté et Christo in Passione.
- Vincenzo Giustiniani, qui, au début du XVIIe siècle, construisit le palais Giustiniani à Rome et constitua la collection qui est toujours associée à son nom. La collection fut déplacée à Paris en 1807 où elle fut en grande partie dispersée. En 1815, ce qui en restait, environ 170 tableaux, fut acheté par le roi de Prusse et fut envoyé à Berlin où elle constitue une part du musée royal.
- Orazio Giustiniani, cardinal, né à Chios, mort à Rome en 1649, qui fut cardinal de Saint-Onuphre, pénitencier majeut et bibliothécaire du Vatican.
- Marcantonio Giustinian, doge de Venise de 1684 à 1688, date de sa mort. Il entra dans la ligue européenne contre le sultan Mahomet IV ; son général, Francesco Morosini, conquiert le Péloponnèse et la Dalmatie.
- Olimpia Giustiniani (1641-1729), princesse de Palestrina et petite-nièce du pape Innocent X.
- Laurentio Giustiniani, né en 1761, mort en 1824, bibliothécaire à Naples à partir de 1803.
- Girolamo Ascanio Giustinian (1721-1791), homme politique et diplomate vénitien.
- Giulia Giustiniani (1988-), personnalité du monde de la culture franco-italienne, latiniste[8].
- I fratelli Giustiniani, originaires de Monte (Corsica), chanteurs traditionnels corses